# 尚志市融媒体中心
尚志人民广播电台位于黑龙江省哈尔滨市尚志市的一个广播电台。内容以生活节目为主，广播范围为哈尔滨市尚志市。

## 主要节目
- 说法
- 音乐巴士
- 品味生活
- 消费直通车

## 播出频率
哈尔滨市
| 发射地 | 频率        |
| 尚志市 | FM 100.6MHz |